# 1987 في إسرائيل
فيما يلي قوائم الأحداث التي وقعت خلال عام 1987 في إسرائيل.

## سياسة

### تعيين في المنصب
- 16 نوفمبر – رفائيل إيتان عضو الكنيست [الإنجليزية]‏،عضو الكنيست [الإنجليزية]‏.

### انتهاء فترة المنصب
- 26 مايو – أمنون روبنشتاين وزير الاتصالات الإسرائيلي  [لغات أخرى]‏.
- 4 سبتمبر – موشيه آرنز وزير بدون حقيبة وزارية.
- 16 نوفمبر – رفائيل إيتان عضو الكنيست [الإنجليزية]‏،عضو الكنيست [الإنجليزية]‏.

## ظهور
- 1 يناير – كل العرب صحيفة أسبوعية باللغة العربية في إسرائيل.

## مواليد

### فبراير
- 8 فبراير – علي عثمان لاعب كرة قدم إسرائيلي.
- 22 فبراير – إيتاي شيختر لاعب كرة قدم إسرائيلي.

### أبريل
- 23 أبريل – بعز موعده مغني إسرائيلي.

### مايو
- 1 مايو – شاحار بئير لاعبة كرة مضرب إسرائيلية.
- 2 مايو – تومر حيمد لاعب كرة قدم إسرائيلي.

### يوليو
- 25 يوليو – إيران زاهافي لاعب كرة قدم إسرائيلي.

### نوفمبر
- 20 نوفمبر – بورغور

### ديسمبر
- 21 ديسمبر – مايكل لويس

## وفيات

### نوفمبر
- 6 نوفمبر – زوهر أرجوف (مواليد 1955) مغني إسرائيلي.